# Altes Bahnwärterhaus (Ahorn)
Altes Bahnwärterhaus ist ein ehemaliges Bahnwärterhaus der Frankenbahn sowie ein heutiger Wohnplatz auf der Gemarkung des Ahorner Ortsteils Eubigheim im Main-Tauber-Kreis im Nordosten Baden-Württembergs.

## Geographie

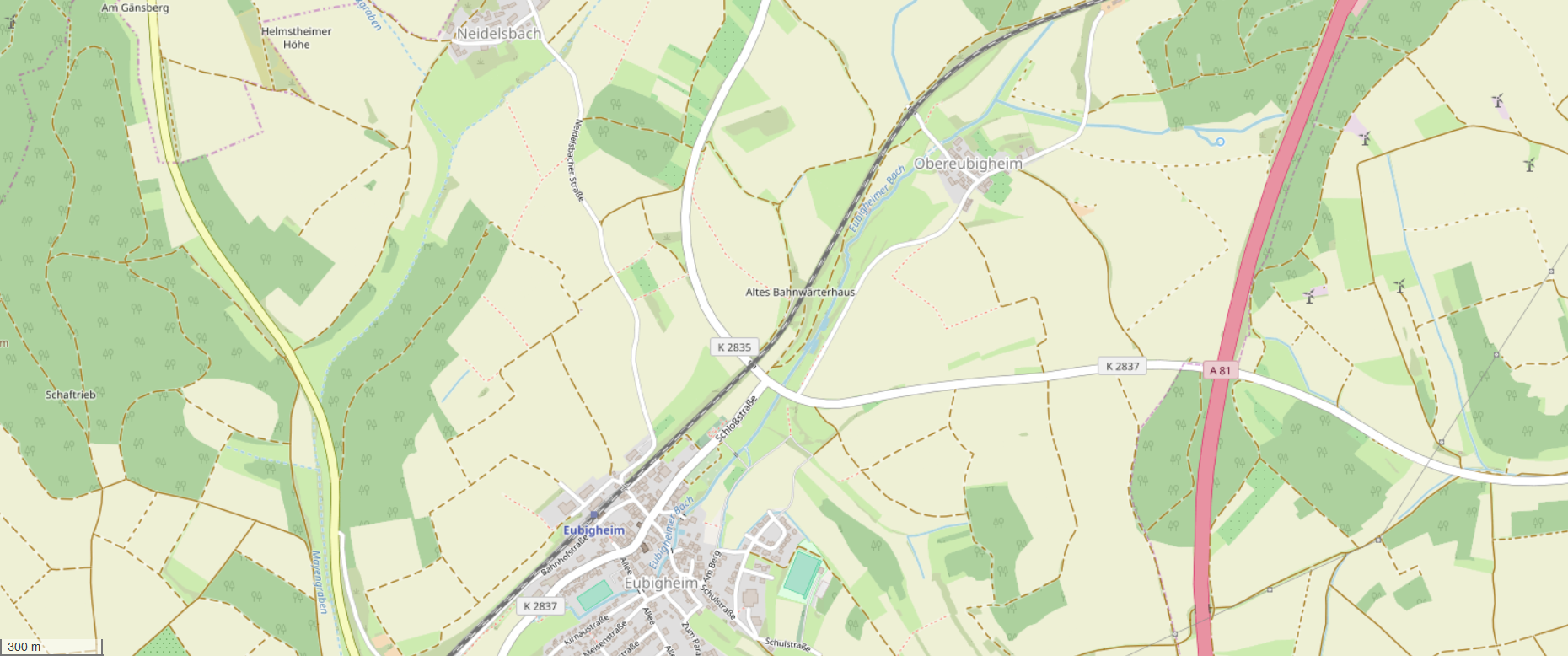
Lage des Wohnplatzes Altes Bahnwärterhaus

Der Wohnplatz Altes Bahnwärterhaus (⊙) liegt etwa 500 Meter nordöstlich von Eubigheim (⊙), etwa einen Kilometer südwestlich von Obereubigheim (⊙) und etwa 1,5 Kilometer südöstlich von Neidelsbach (⊙) an der Frankenbahn. Auf der gegenüberliegenden Gleisseite verläuft der Eubigheimer Bach.

## Verkehr
Altes Bahnwärterhaus ist über einen von der K 2835 abzweigenden Wirtschaftsweg zu erreichen.

## Geschichte
Das Gebäude entstand beim Bau der badischen Odenwaldbahn, einer heutigen Teilstrecke der Frankenbahn zwischen Osterburken und Würzburg, bis 1866. Der Wohnplatz wurde gemeinsam mit der ehemals selbstständigen Gemeinde Eubigheim am 1. Dezember 1971 in die neue Gemeinde Ahorn eingegliedert.